# Fernanda Cappelli
Fernanda Cappelli fou una soprano italiana que començà la seva carrera a mitjan segle xix.
Dotada d'una bella veu de soprano, que manejava amb habilitat poc comú i destacant pel seu talent escènic, cantà amb el mateix èxit el gènere dramàtic i el còmic recollint els mateixos aplaudiments a Le Nozze di Figaro i Le Astuzze femminile que en Beatrice di Tenda i La Contessa d'Amalfi.
Cantà durant catorze anys seguits en La Scala de Milà, favor rarament dispensat per aquell públic a cap artista.